# Arpero
Arpero ist eine Ortschaft im Nordwesten Argentiniens. Sie gehört zum Departamento Iruya in der Provinz Salta und liegt 2 km nordöstlich des Dorfes Las Higueras und 4 km östlich der Ortschaft Zapallar.